# Nezumia
Nezumia är ett släkte av fiskar. Nezumia ingår i familjen skolästfiskar.

## Dottertaxa tillNezumia, i alfabetisk ordning[1]
- Nezumia aequalis
- Nezumia africana
- Nezumia aspidentata
- Nezumia atlantica
- Nezumia bairdii
- Nezumia brevibarbata
- Nezumia brevirostris
- Nezumia burragei
- Nezumia cliveri
- Nezumia coheni
- Nezumia condylura
- Nezumia convergens
- Nezumia cyrano
- Nezumia duodecim
- Nezumia ectenes
- Nezumia evides
- Nezumia holocentra
- Nezumia infranudis
- Nezumia investigatoris
- Nezumia kamoharai
- Nezumia kapala
- Nezumia kensmithi
- Nezumia latirostrata
- Nezumia leucoura
- Nezumia liolepis
- Nezumia longebarbata
- Nezumia loricata
- Nezumia merretti
- Nezumia micronychodon
- Nezumia milleri
- Nezumia namatahi
- Nezumia obliquata
- Nezumia orbitalis
- Nezumia parini
- Nezumia polylepis
- Nezumia propinqua
- Nezumia proxima
- Nezumia pudens
- Nezumia pulchella
- Nezumia sclerorhynchus
- Nezumia semiquincunciata
- Nezumia soela
- Nezumia spinosa
- Nezumia stelgidolepis
- Nezumia suilla
- Nezumia tinro
- Nezumia toi
- Nezumia tomiyamai
- Nezumia umbracincta
- Nezumia ventralis
- Nezumia wularnia